# Les Maillys
Les Maillys és un municipi francès, situat al departament de la Costa d'Or i a la regió de Borgonya - Franc Comtat. L'any 2007 tenia 819 habitants.

## Demografia

### Població
El 2007 la població de fet de Les Maillys era de 819 persones. Hi havia 308 famílies, de les quals 72 eren unipersonals (32 homes vivint sols i 40 dones vivint soles), 88 parelles sense fills, 124 parelles amb fills i 24 famílies monoparentals amb fills.
La població ha evolucionat segons el següent gràfic:
Habitants censats

### Habitatges
El 2007 hi havia 366 habitatges, 311 eren l'habitatge principal de la família, 23 eren segones residències i 32 estaven desocupats. 345 eren cases i 17 eren apartaments. Dels 311 habitatges principals, 268 estaven ocupats pels seus propietaris, 35 estaven llogats i ocupats pels llogaters i 8 estaven cedits a títol gratuït; 1 tenia una cambra, 6 en tenien dues, 28 en tenien tres, 100 en tenien quatre i 176 en tenien cinc o més. 262 habitatges disposaven pel capbaix d'una plaça de pàrquing. A 134 habitatges hi havia un automòbil i a 147 n'hi havia dos o més.

### Piràmide de població
La piràmide de població per edats i sexe el 2009 era:
| Homes | Edats   | Dones |
| ----- | ------- | ----- |
| 0     | 95 o +  | 0     |
| 4     | 90 a 94 | 0     |
| 4     | 85 a 89 | 4     |
| 4     | 80 a 84 | 0     |
| 12    | 75 a 79 | 12    |
| 16    | 70 a 74 | 16    |
| 36    | 65 a 69 | 16    |
| 28    | 60 a 64 | 20    |
| 12    | 55 a 59 | 12    |
| 16    | 50 a 54 | 36    |
| 20    | 45 a 49 | 16    |
| 24    | 40 a 44 | 12    |
| 24    | 35 a 39 | 44    |
| 36    | 30 a 34 | 20    |
| 32    | 25 a 29 | 36    |
| 24    | 20 a 24 | 16    |
| 24    | 15 a 19 | 28    |
| 16    | 10 a 14 | 20    |
| 32    | 5 a 9   | 36    |
| 24    | 0 a 4   | 32    |

## Economia
El 2007 la població en edat de treballar era de 487 persones, 358 eren actives i 129 eren inactives. De les 358 persones actives 333 estaven ocupades (184 homes i 149 dones) i 25 estaven aturades (8 homes i 17 dones). De les 129 persones inactives 50 estaven jubilades, 37 estaven estudiant i 42 estaven classificades com a «altres inactius».

### Ingressos
El 2009 a Les Maillys hi havia 308 unitats fiscals que integraven 820,5 persones, la mediana anual d'ingressos fiscals per persona era de 15.511 €.

### Activitats econòmiques
Dels 25 establiments que hi havia el 2007, 4 eren d'empreses extractives, 3 d'empreses alimentàries, 2 d'empreses de construcció, 6 d'empreses de comerç i reparació d'automòbils, 1 d'una empresa de transport, 1 d'una empresa d'hostatgeria i restauració, 1 d'una empresa financera, 6 d'empreses de serveis i 1 d'una empresa classificada com a «altres activitats de serveis».
Dels 2 establiments de servei als particulars que hi havia el 2009, 1 era un electricista i 1 restaurant.
Els 2 establiments comercials que hi havia el 2009 eren fleques.
L'any 2000 a Les Maillys hi havia 26 explotacions agrícoles que ocupaven un total de 1.815 hectàrees.

## Equipaments sanitaris i escolars
El 2009 hi havia 1 escola maternal i 1 escola elemental.

## Poblacions més properes
El següent diagrama mostra les poblacions més properes.